# František Sitenský
František Sitenský (2. listopadu 1851 Jičín – 8. července 1924 Praha-Královské Vinohrady) byl český přírodovědec, zemědělský odborník, pedagog, spolkový činovník a publicista. Působil jako profesor Hospodářské akademie v Táboře, zemský inspektor zemědělského školství a redaktor Hospodářského slovníku naučného.

## Život

### Mládí
Narodil se v Jičíně do české rodiny Františka Sitenského a jeho manželky Marie, rozené Svatých. Vystudoval jičínské gymnázium a poté přírodní vědy filozofické fakultě Karlo-Ferdinandovy univerzity v Praze, kde promoval roku 1875. Poté působil jako asistent profesora Ladislava Josefa Čelakovského ve sbírkách Musea království českého (Národní muzeum), rok pak působil jako asistent prof. Emanuela Bořického při správě mineralogických sbírek.
Od roku 1882 byl zvolen profesorem přírodních nauk na Hospodářské škole v Táboře, kde pak působil až do roku 1897. Roho roku odešel do Prahy k výkonu funkce zemského školního inspektora hospodářských škol v Čechách. Zde byl mj. iniciátorem zřízení botanické výzkumné stanice. Nadále se věnoval studiu přírodních věd: soukromě v Táboře a poté na univerzitě v Halle, kde se začal zaměřovat na hospodářskou a zemědělskou problematiku. Poté vykonal studijní cesty například po Německu, Švýcarsku, Norsku, Itálii a jiných.
Nejpozději od roku 1899 působil v Praze. Byl členem řady spolků a společností: dlouholetým členem Ústřední hospodářské společnosti a dalších. Rovněž byl činný v tvorbě přírodovědecké (především o lišejníkách) a hospodářské literatury. Přispíval rovněž do Ottova slovníku naučného pod značkou Sit, kde je autorem či spoluautorem celkem 17 hesel.
Jeho vnuky byli fotografové Ladislav Sitenský, Karel Neubert a Ladislav Neubert.

### Úmrtí
František Sitenský zemřel 8. července 1924 v Praze-Vinohradech v čp. 888 ve věku 72 let. Pohřben byl na Vinohradském hřbitově.

## Dílo
- O rašelinách českých, díl 1., čásť přírodovědecká (1879)
- Školství hospodářské na jubilejní výstavě v Praze r. 1891 (1893)

### Redakce
- Hospodářský slovník naučný, 4. R-Ž (1924)

## Ocenění
- Řád železné koruny III. třídy, 1901
- Knížecí bulharský národní řád za občanské zásluhy , komandérský kříž, 1903
- Čestné občanství města Tábor